# Nabil Bahoui
Nabil Bahoui (tiếng Ả Rập: نبيل بحوي; phát âm tiếng Thụy Điển: [naˈbɪl bahuːˈiː]; sinh ngày 5 tháng 2 năm 1991) là một cầu thủ bóng đá người Thụy Điển, có gia đình là người Maroc, thi đấu cho AIK, theo dạng cho mượn từ Grasshoppers.

## Sự nghiệp
Vào ngày 8 tháng 11 năm 2012, có thông báo rằng Bahoui đã kí hợp đồng 3,5 năm cùng với AIK. Ban đầu anh chọn số áo 14. Tuy nhiên, vì một thỏa thuận với tiền vệ Lalawélé Atakora, người đang mặc áo số 11, nên anh đổi từ số 14 sang 11.
Vào ngày 26 tháng 8 năm 2014, Nabil được triệu tập vào đội tuyển quốc gia Thụy Điển để thi đấu giao hữu với Estonia và anh cũng nằm trong đội hình khi Thụy Điển thi đấu với Áo tại Vòng loại giải vô địch bóng đá châu Âu 2016.

## Thống kê sự nghiệp
Tính đến 3 tháng 5 năm 2017
| Câu lạc bộ          | Mùa giải            | Giải vô địch                              | Giải vô địch | Giải vô địch | Cúp     | Cúp       | Châu Âu | Châu Âu   | Tổng cộng | Tổng cộng |
| Câu lạc bộ          | Mùa giải            | Hạng đấu                                  | Số trận      | Bàn thắng    | Số trận | Bàn thắng | Số trận | Bàn thắng | Số trận   | Bàn thắng |
| ------------------- | ------------------- | ----------------------------------------- | ------------ | ------------ | ------- | --------- | ------- | --------- | --------- | --------- |
| Brommapojkarna      | 2008                | Superettan                                | 1            | 0            | —       | —         | —       | —         | 1         | 0         |
| Brommapojkarna      | 2009                | Allsvenskan                               | 8            | 2            | 1       | 0         | —       | —         | 9         | 2         |
| Brommapojkarna      | 2010                | Allsvenskan                               | 6            | 0            | 1       | 0         | —       | —         | 7         | 0         |
| Brommapojkarna      | Tổng cộng           | Tổng cộng                                 | 15           | 2            | 2       | 0         | 0       | 0         | 17        | 2         |
| Väsby United (mượn) | 2010                | Superettan                                | 8            | 1            | —       | —         | —       | —         | 8         | 1         |
| Brommapojkarna      | 2011                | Superettan                                | 13           | 0            | 2       | 3         | —       | —         | 15        | 3         |
| Brommapojkarna      | 2012                | Superettan                                | 28           | 15           | —       | —         | —       | —         | 28        | 15        |
| Brommapojkarna      | Tổng cộng           | Tổng cộng                                 | 41           | 15           | 2       | 3         | 0       | 0         | 43        | 18        |
| AIK                 | 2013                | Allsvenskan                               | 29           | 7            | 4       | 2         | —       | —         | 33        | 9         |
| AIK                 | 2014                | Allsvenskan                               | 26           | 14           | 1       | 0         | 3       | 1         | 30        | 15        |
| AIK                 | 2015                | Allsvenskan                               | 9            | 5            | 2       | 1         | 1       | 2         | 12        | 8         |
| AIK                 | Tổng cộng           | Tổng cộng                                 | 64           | 26           | 7       | 3         | 4       | 3         | 75        | 32        |
| Al-Ahli SFC         | 2015–16             | Giải bóng đá vô địch quốc gia Ả Rập Xê Út | 10           | 0            | 3       | 0         | 0       | 0         | 13        | 0         |
| Hamburger SV        | 2015–16             | Bundesliga                                | 6            | 0            | —       | —         | —       | —         | 6         | 0         |
| Hamburger SV        | 2016–17             | Bundesliga                                | 1            | 0            | —       | —         | —       | —         | 1         | 0         |
| Hamburger SV        | Tổng cộng           | Tổng cộng                                 | 7            | 0            | 0       | 0         | 0       | 0         | 7         | 0         |
| Tổng cộng sự nghiệp | Tổng cộng sự nghiệp | Tổng cộng sự nghiệp                       | 145          | 44           | 14      | 6         | 4       | 3         | 163       | 53        |